# Weißach (Tegernsee)
Weißach là một con sông ở Bayern, Đức. Nó chảy vào hồ Tegernsee, mà lại chạy ra sông Mangfall, gần Rottach-Egern.